# توماس والزينغهام
توماس والزينغهام (بالإنجليزية: Thomas Walsingham)‏ (مات حوالي 1422) هو راهب بينيدكتي ومؤرخ إنجليزي، ولا يعرف الكثير عن حياته أكثر من أعماله التاريخية، ومن المحتمل أنه من مواطني والزينغهام في نورفولك وأنه تعلم في كاتدرائية سانت ألبانز وفي جامعة أوكسفورد. أصبح راهبا في سانت ألبانز، حيث يظهر أنه أمضى بها كل حياته الرهبانية ماعدا السنوات الست بين 1394 و1400 التي كان خلالها رئيس بيت بنيديكيتي آخر في وايموندهام في نورفولك. في سانت ألبانز كان مسؤولا عن السكريبتوريوم أو غرفة الكتابة في الدير، ومات حوالي العام 1422.
وأهم أعمال والزينغهام كان التاريخ الإنكليزي Historia Anglicana, وهو عمل ثمين يغطي الفترة بين أعوام 1272 و1422. وتقول بعض المصادر بأن والزينغهام نفسه كتب فقط القسم بين 1377 و1392، لكن وجهة النظر هذه خالفها الباحث جيمس غاردنر في كتابه مؤرخو أوروبا الأوائل (1879).
يتكون كتاب التاريخ من بدايته حتى العام 1377 في أغلبه من تجميع من المؤرخين السابقين، بينما ترى بعض المصادر أن الفترة بين 1377 و1392 كانت هي فقط من عمل والزينغهام حيث يستند أصحابها إلى إحدى المخطوطات التي تنتهي عند تلك السنة، وكذلك ففي مخطوطات أخرى بعد ذلك التاريخ فالروايات ليست كاملة كما في الأجزاء الأقدم. بينما يجادل البروفسور غاردنر تلك النظرية ويقول أن النواقص في الأجزاء اللاحقة يمكن تفسيرها بانتقال الكاتب إلى وايموندهام، حيث يظل أسلوبه في الكتابة كما هو في كافة أنحاء العمل. نشر العمل على يد ماثيو باركر في عام 1574 باسم Historia Angliae brevis. أما عن سلسلة رولز التي تم تحريرها في مجلدين من قبل هنري توماس رايلي (1863-1864)، فتغطي بعضا من الأسس التي كتب عليها والزينغهام كتابه الآخر الوقائع الإنكليزية Chronicon Angliae؛ وهو يتعامل مع التاريخ الإنجليزي من عام 1328 إلى 1388 ويتعامل مع مآثر وشخصية جون أوف غونت دوق لانكاستر ووالد هنري الرابع بشيء من النقد الحاد وحرره السير إدوارد موند تومبسون لسلسلة «رولز» (1874). وتتضمن كتاباته الأخرى أعمال رؤساء دير سانت ألبان Gesta abbatum monasterii Sancti Albani ورمز نورماندي Ypodigma Neustriae.
«أعمال رؤساء الدير» هو تاريخ لرؤساء أديرة سانت ألبان من تأسيس الدير إلى العام 1381 وجمعه بين عامي 1390 و1394. والعمل الأصلي لوالزينغهام يروي تاريخ الفترة بين 1308 و1381، الجزء الأسبق كان مجرد تجميع من ماثيو الباريسي؛ وحرره هنري توماس رايلي لسلسلة رولز (1867-1869). يروي الرمز تاريخ دوقات نورماندي، لكنه احتوى بعض التاريخ الإنجليزي أيضا وقيمته ليست عظيمة. جمع حوالي العام 1419، وأهدي إلى هنري الخامس وكتب لتبرير احتلال الملك لفرنسا، وقد استقى في أجزاء منه من التاريخ النورماندي Historia Normannorum لغيوم دي جومييج. ونشر أولا من قبل ماثيو باركر في 1574، وحرره رايلي لسلسلة رولز (1876). التاريخ الآخر لإنجلترا من قبل والزينغهام يتعامل مع الفترة بين عامي 1272 و1393 في مخطوطة في المتحف البريطاني. هذا يتوافق في العديد من المفردات مع الوقائع الإنكليزية، لكنه أقل معاداة لجون أوف غونت دوق لانكاستر. وهناك كتاب الوقائع الكبرى Chronica Majora الذي كتبه قبل العام 1388 وهو الآن مفقود ولكنه كان معروفا وقتها كعمل يستشهد به.
هناك أيضا سجل سانت ألبانز، والذي تم جمع حوالي العام 1393، والمخطوطة الأصلية المأخوذة منه موجودة في المتحف البريطاني. يغطّي هذا العمل السنوات من 1272 إلى 1393، ويدمج السجلات السابقة لماثيو من ويستمينيستر وآخرين. إلى السنة 1369 ويوافق نصها «الوقائع الإنكليزية»، لكن بعد أن ذلك التاريخ تتفاوت دقته إلى حد كبير، بصورة رئيسية بتخفيفه بالتشهير على شخص جون أوف غونت. ويفترض بأنه عند تولي هنري الرابع أزال الرهبان السجل السابق، وكانوا خائفين من الهجوم التي احتواه الكتاب عن والد الملك، وبأن هذا العمل كتب لأخذ مكان السابق.
والزينغهام هو المصدر الرئيسي لتاريخ إنجلترا أثناء عهد ريتشارد الثاني وهنري الرابع وهنري الخامس، ويتضمن ثورة الفلاحين بقيادة وات تايلر في 1381. وأظهر روحا عدوانية كبيرة ضد جون ويكليف وأتباعه اللولارديين. وبالنسبة لقيمة والزيتغهام في أعماله، فقد كان جامعا للحقائق أكثر منه مؤرخا بالمنطق الحديث، بأن يكون جادا وجديرا بالثقة، ويدين له المؤرخون بالعديد من الأحداث التاريخية التي لم تذكر في أي مصدر آخر.